# Rötliche Daudebardie
Die Rötliche Daudebardie (Daudebardia rufa), auch Rötliche Schlundschnecke, ist eine räuberisch lebende Schneckenart aus der Familie der Daudebardien aus der Unterordnung der Landlungenschnecken (Stylommatophora). Es sind Halbnacktschnecken; lediglich die Jungtiere können sich noch vollständig in das Gehäuse zurückziehen.

## Merkmale
Die Gehäuse sind stark abgeflacht und die letzte Windung ist sehr stark ohrförmig erweitert. Der obere und untere Rand des Gehäuses verläuft annähernd parallel. Es besitzt etwa 2 bis 2,5 Windungen und ist nur wenige Millimeter groß (ca. 4–6 mm). Es ist gelblich, leicht glänzend und dünnwandig. Der letzte Umgang ist nur schwach verkalkt bzw. nicht völlig verkalkt. Die Oberfläche ist von feinen Zuwachsstreifen bedeckt. Das Jungtier kann sich noch in das Gehäuse zurückziehen. Im weiteren Verlauf des Wachstums bleibt das Gehäuse in seiner Entwicklung zurück und das Tier wird zur Halbnacktschnecke, das Gehäuse sitzt als kleine Kappe auf dem hinteren Teil des Mantels. Das Embryonalgehäuse ist von der Endwindung umschlossen. Ausgestreckt kann das Tier bis 2 cm lang werden. Der Weichkörper besitzt eine blaugraue Färbung.

## Vorkommen und Lebensweise
Die Rötliche Daudebardie lebt im Laub und unter Steinen in feuchten Wäldern der Mittelgebirge. Sie ernährt sich räuberisch von Regenwürmern, Insekten(larven) und anderen Schnecken.
Das Verbreitungsgebiet erstreckt sich von Nordafrika über Süd- und Westeuropa bis ins östliche Mittelmeergebiet, auf die Balkanhalbinsel und nach Kleinasien. Im Norden reicht das Verbreitungsgebiet bis zum Harz und nach Südsachsen.

## Systematik
Die Rötliche Daudebardie wird von manchen Autoren in mehrere Unterarten unterteilt. In neueren Arbeiten werden sie als Synonyme gesehen.